# رئیس ستاد کل جمهوری چین
رئیس ستاد کل جمهوری چین (انگلیسی: Chief of the General Staff) ارشدترین جایگاه نظامی در مجموعه نیروهای مسلح جمهوری چین است، که در سال ۱۹۴۶ تأسیس شد. در حال حاضر ارتشبد چن پائو یو ریاست ستاد کل جمهوری چین را برعهده دارد.